# Giacimenti fossiliferi di Bolca
I Giacimenti fossiliferi di Bolca, che prendono il nome dall'omonima località della zona (provincia di Verona), sono noti nel mondo per la quantità delle specie faunistiche ritrovate, e soprattutto per il perfetto grado di conservazione delle specie animali e vegetali, ivi fossilizzate.

## Ambiente deposizionale e contenuto fossile
Il contenuto faunistico rispecchia la condizione di un habitat marino-costiero e più specificamente di tipo lagunare tropicale.
A Bolca non si sono ritrovati solo pesci fossili ma numerose specie animali e vegetali, e non solamente nella cava-miniera della Pesciara, ma in diversi siti, tutti con una propria storia geologica, in alcuni casi conosciuti e cavati da alcuni secoli (non a caso i fossili di Bolca sono presenti nei principali musei del mondo e in ricche collezioni private).
Tra i vari fossili che si rinvengono si possono ricordare alcuni crostacei, dei rettili, qualche piuma d'uccello, varie specie di insetti, e soprattutto numerosi pesci, oltre 150 specie, tra cui anche squali, che conservano oltre al tessuto osseo anche traccia dei tessuti organici, proprio per il particolarissimo processo di fossilizzazione verificatosi in questa zona costiera circa 50 milioni di anni fa. La perfezione di questo processo di fossilizzazione è dimostrata dal rinvenimento di alcune meduse, il cui corpo, costituito principalmente da acqua, è estremamente difficile da conservare.
Le specie vegetali ritrovate, oltre 270, comprendono piante tropicali, alghe, palme e fanerogame marine.

## Giacimenti fossiliferi
Nell'area di Bolca sono stati identificate specifiche località fossilifere di interesse paleontologico

### Monte Spilecco
Il Monte Spilecco è ricco di rocce sedimentarie costituite per la maggior parte da frammenti fossili (calcari grigio-verdastri, marne, rocce vulcaniche stratificate). Frequenti sono infatti i denti di squalo, piccoli frammenti dello scheletro di Crinoidi (gigli di mare) caratterizzati da una simmetria pentagonale. Le macchie verde chiaro che si notano nelle fratture fresche della roccia sono minerali alterati di glauconite, la cui roccia che le contiene è la più antica della zona di Bolca (Paleocene, 55 milioni di anni). Si trovano anche aculei di Echinidi (ricci di mare). La sua sequenza sedimentaria, ricca in fossili, all'inizio del secolo XX era stata utilizzata per definire il piano  Spilecciano,  dell'Eocene inferiore, utilizzato nell'area mediterranea ed equivalente temporalmente all'Ypresiano dell'area atlantica europea.

### Pesciara

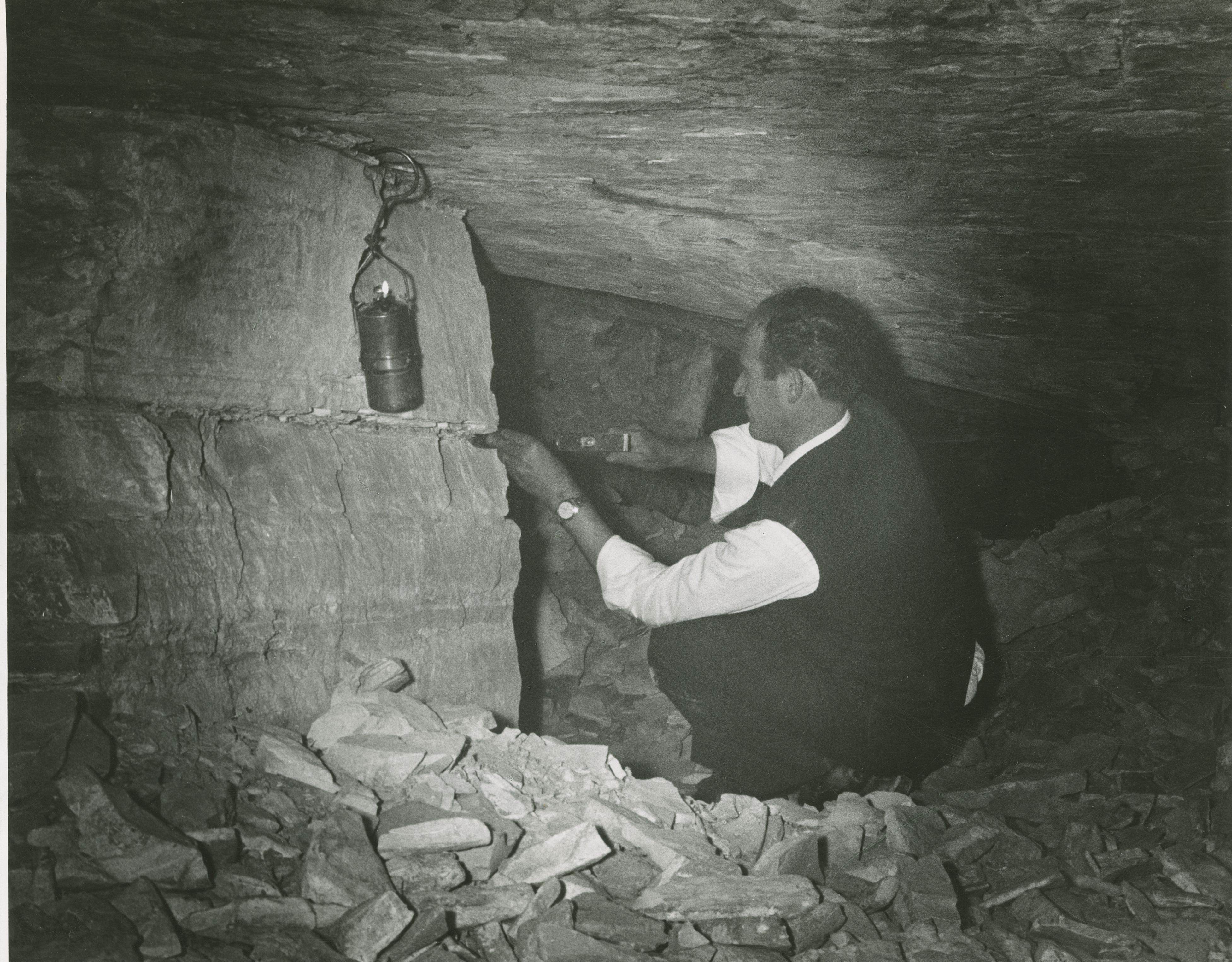
Massimiliano Cerato durante le operazioni per l'estrazione di fossili nelle Cave della Pesciara sul Monte Purga presso Bolca nel 1964

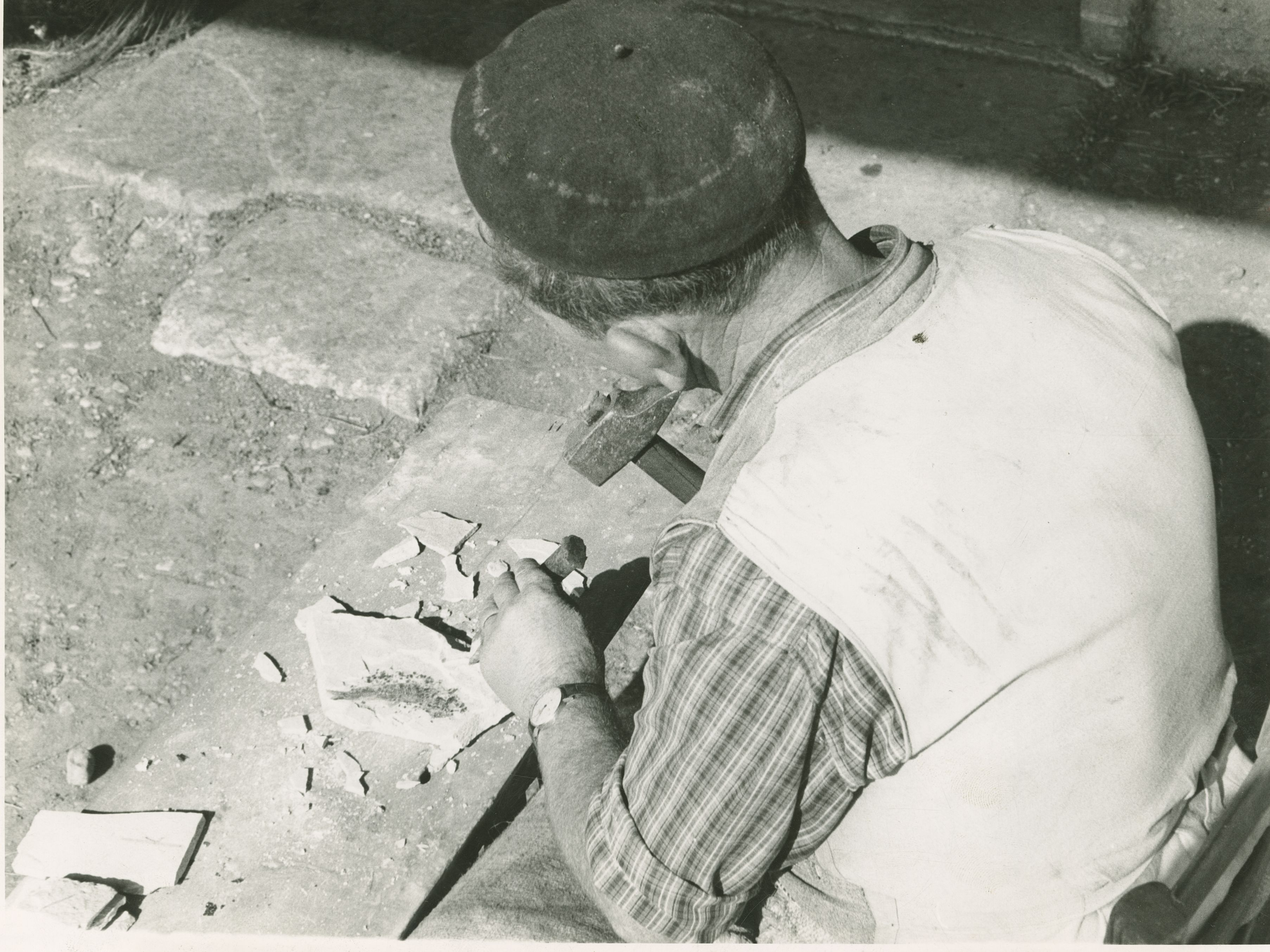
Operazioni di rifinitura e squadratura del fossile isolato

La Pesciara di Bolca è il più famoso giacimento fossilifero, posto a circa 2 km da Bolca, da cui si sono estratti migliaia di pesci. Le sue rocce calcaree sono espressione di un'antica laguna tropicale dell'Eocene, di circa 48 milioni di anni fa, popolata non solo da pesci ma anche da molluschi bivalvi e gasteropodi; frequenti sono anche le alghe e i resti vegetali provenienti da una flora di tipo continentale, così come gli insetti. La Pesciara, in rapporto all'intero versante montuoso, dal punto di vista geologico è un grosso olistolite calcareo immerso in un deposito di tufite. La caduta di tale blocco avvenne nell'Eocene, quando l'area di Bolca e della Lessinia era ancora occupata dalle lagune tropicali, con un fondale basso di pochi metri. Poco più tardi, sempre nell'Eocene, l'area compresa tra la Valle dell'Alpone e del Chiampo fu interessata da un abbassamento del fondale marino lungo due fratture (faglie) parallele ai torrenti Alpone e Chiampo (chiamato Graben dell'Alpone-Chiampo) e da un'attività vulcanica che formò delle colate di lava sottomarine e subaeree. Le ripide scarpate del Graben causarono il crollo di blocchi calcarei che si erano formati nella laguna tropicale della Pesciara, assieme a sedimenti e a filoni provenienti da eruzioni vulcaniche. Nei calcari lastriformi della Pesciara sono contenuti numerosi pesci alternati a strati sterili, in cinque livelli, per uno spessore complessivo di 19 metri: sono stati cavati migliaia di pesci costieri, sia cartilaginei, sia ossei, che presentano molte affinità con forme viventi oggi nell'Oceano Indo-Pacifico.

### Monte Postale
Il Monte Postale, posto a nord-est di Brusaferri contiene strati costituiti da calcari lastriformi, calcari di scogliera e calcari ad alveoline dell'Eocene Medio e Inferiore, che hanno fornito numerosi fossili di Pesci, Lamellibranchi, Gasteropodi, Coralli, alghe, mentre più scarsi sono gli Echinodermi, i Brachiopodi ed i Cefalopodi. Più di 90 sono i generi di molluschi rinvenuti.

### Monte Purga
Il Monte Purga (930 m), a forma di cono, si trova a nord di Bolca. È ciò che resta di un vulcano attivo 50 milioni di anni fa, con rocce effusive di basalto, ma anche con argilliti e ligniti (la sommità presenta inoltre basalti dell'Oligocene). Qui sono stati trovati nei sedimenti con ligniti dei crostacei d'acqua dolce, dei cheloni e dei coccodrilli, mentre sul versante occidentale, si sono rinvenuti dei molluschi terrestri. Nei livelli vulcanici sono stati trovati palmizi del genere Latanites.

## Animali fossili rinvenuti
Sul Bolca si trovano ben 250 specie di animali fossili (140 generi, 90 famiglie e 19 ordini  Inoltre sono stati rinvenuti interi cefalopodi, crostacei, meduse e polychaete, ma anche frammenti di foraminifera, molluschi e coralli, che possono essere stati trasportati.  Sono stati trovati anche piume di uccelli, carapaci di tartarughe, numerosi insetti, piante acquatiche e terrestri.

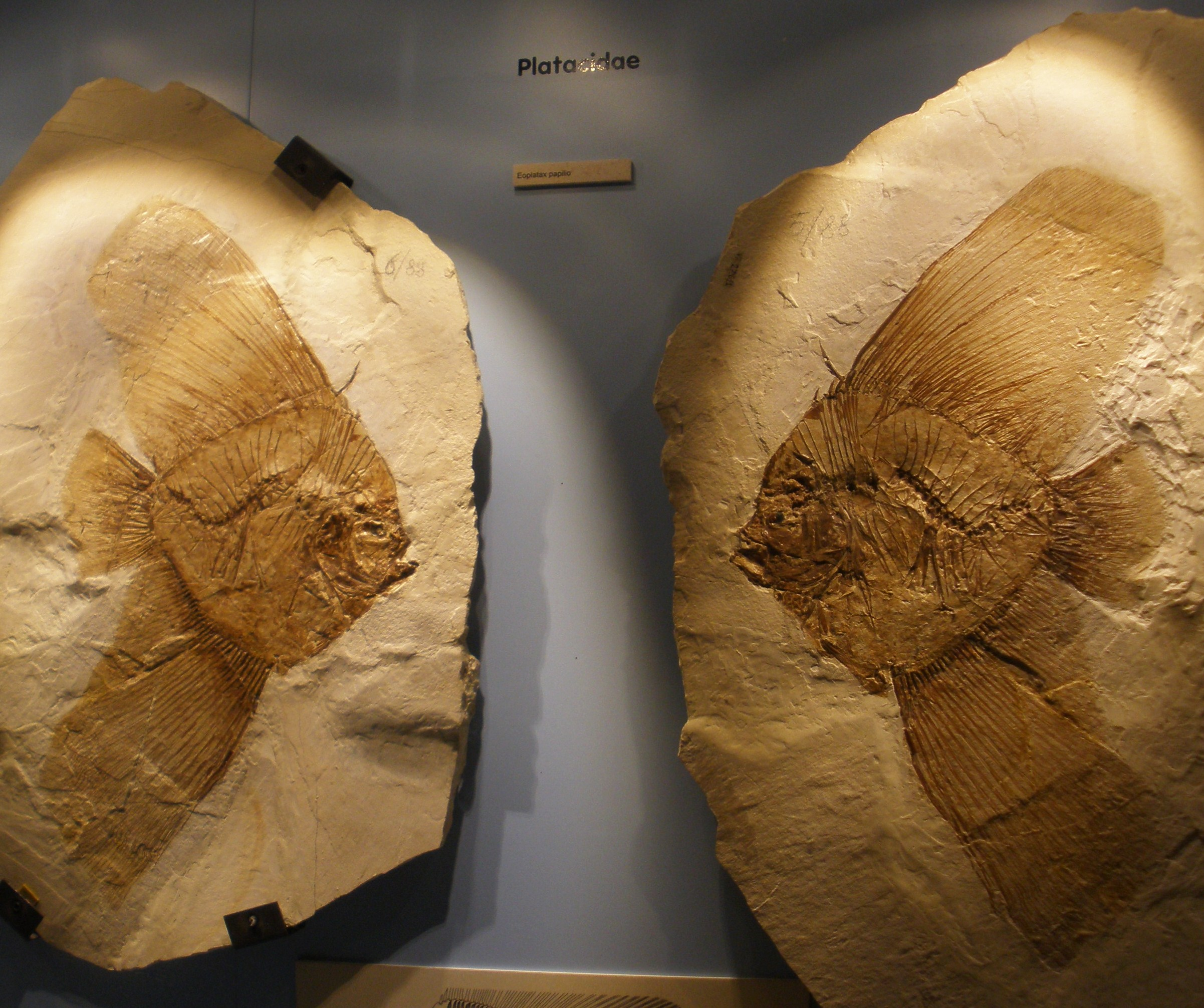
Eoplatax papilio: popolarmente noto come pesce angelo, mostrato nelle due placche di impronta e controimpronta fossile

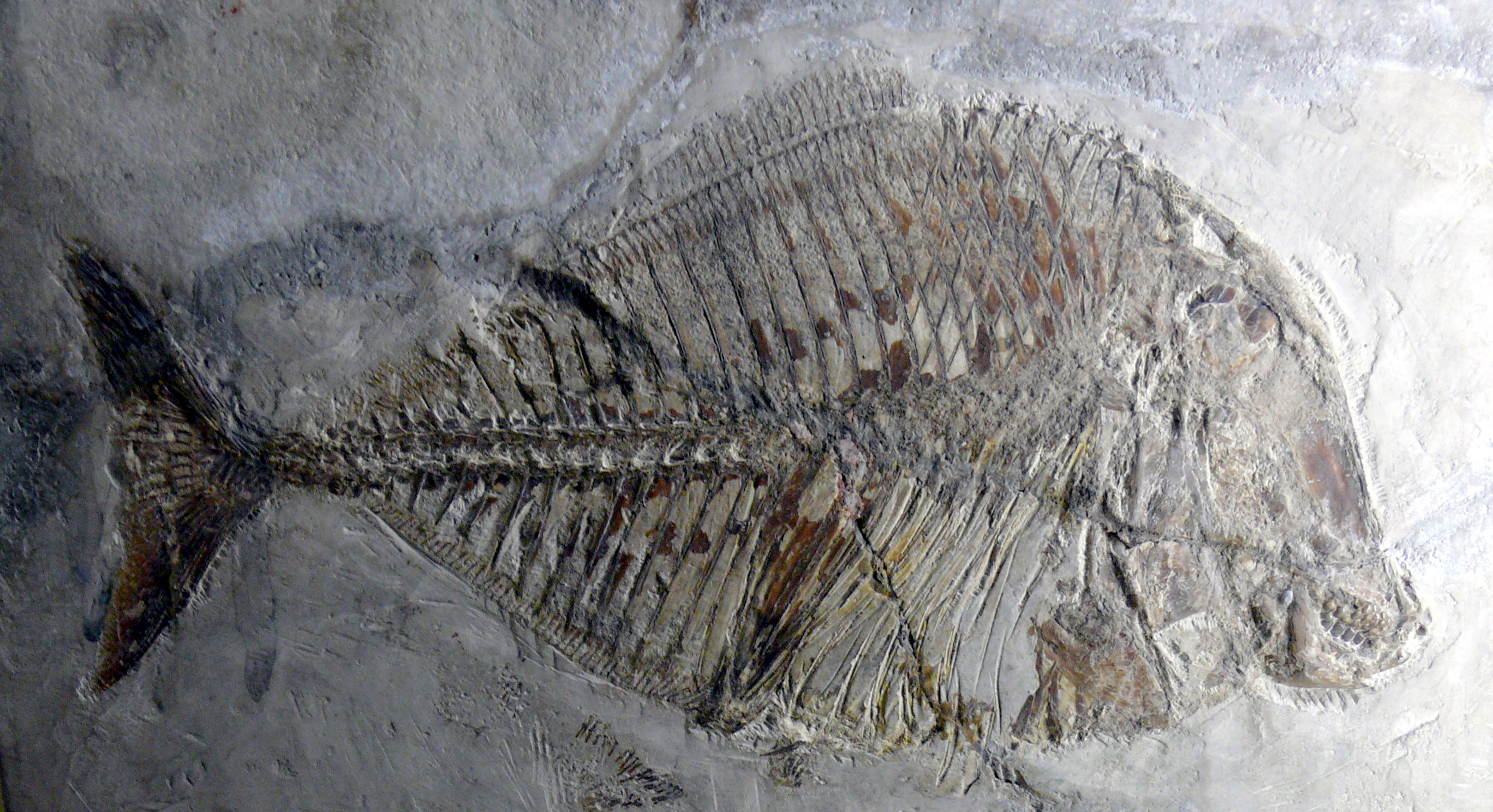
Pycnodus platessus: pesce caratterizzato da una robusta dentatura atta a triturare lo scheletro degli animali formanti la barriera corallifera della laguna

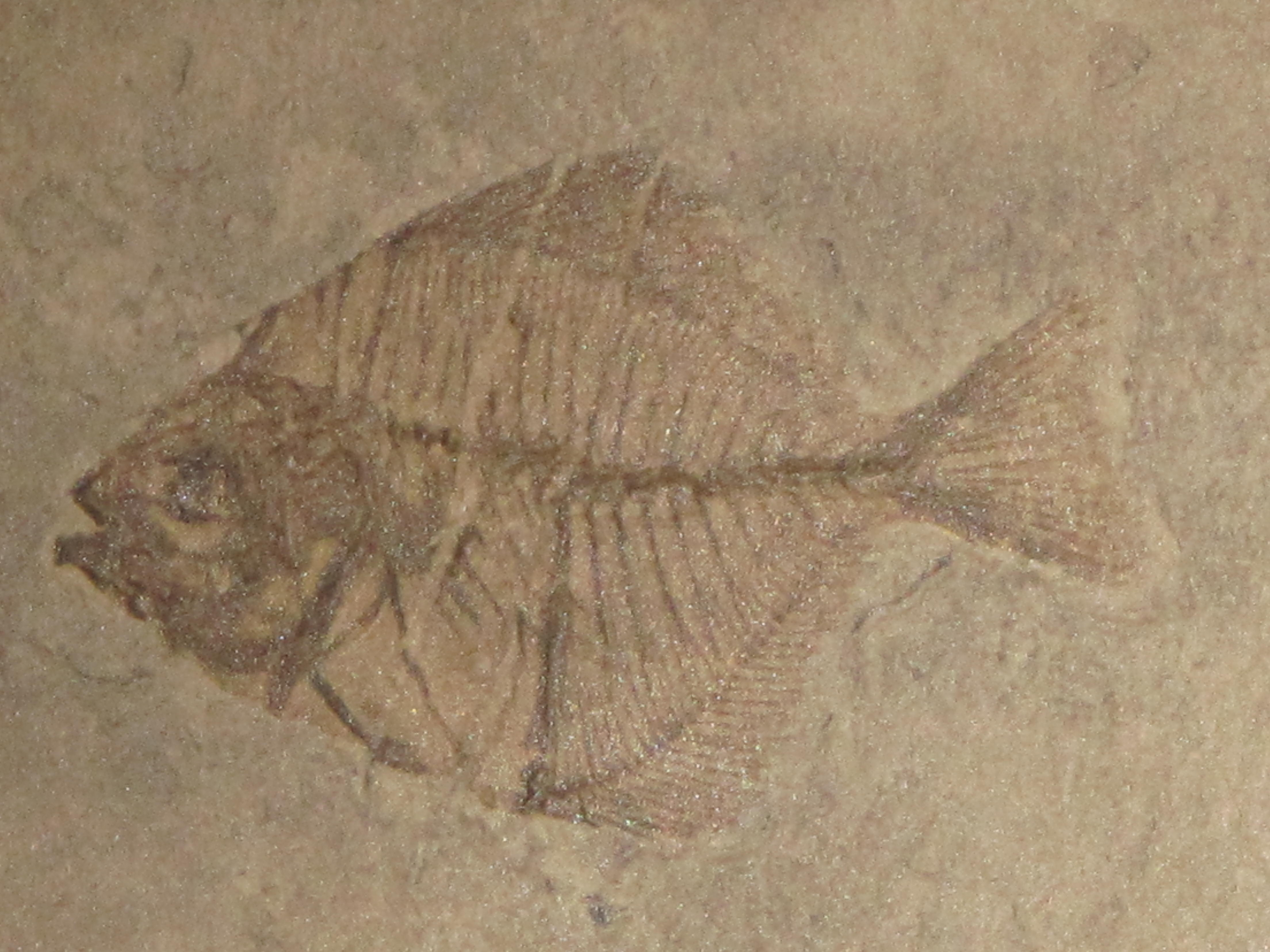
Fossile di Pasaichthys pleuronectiformis

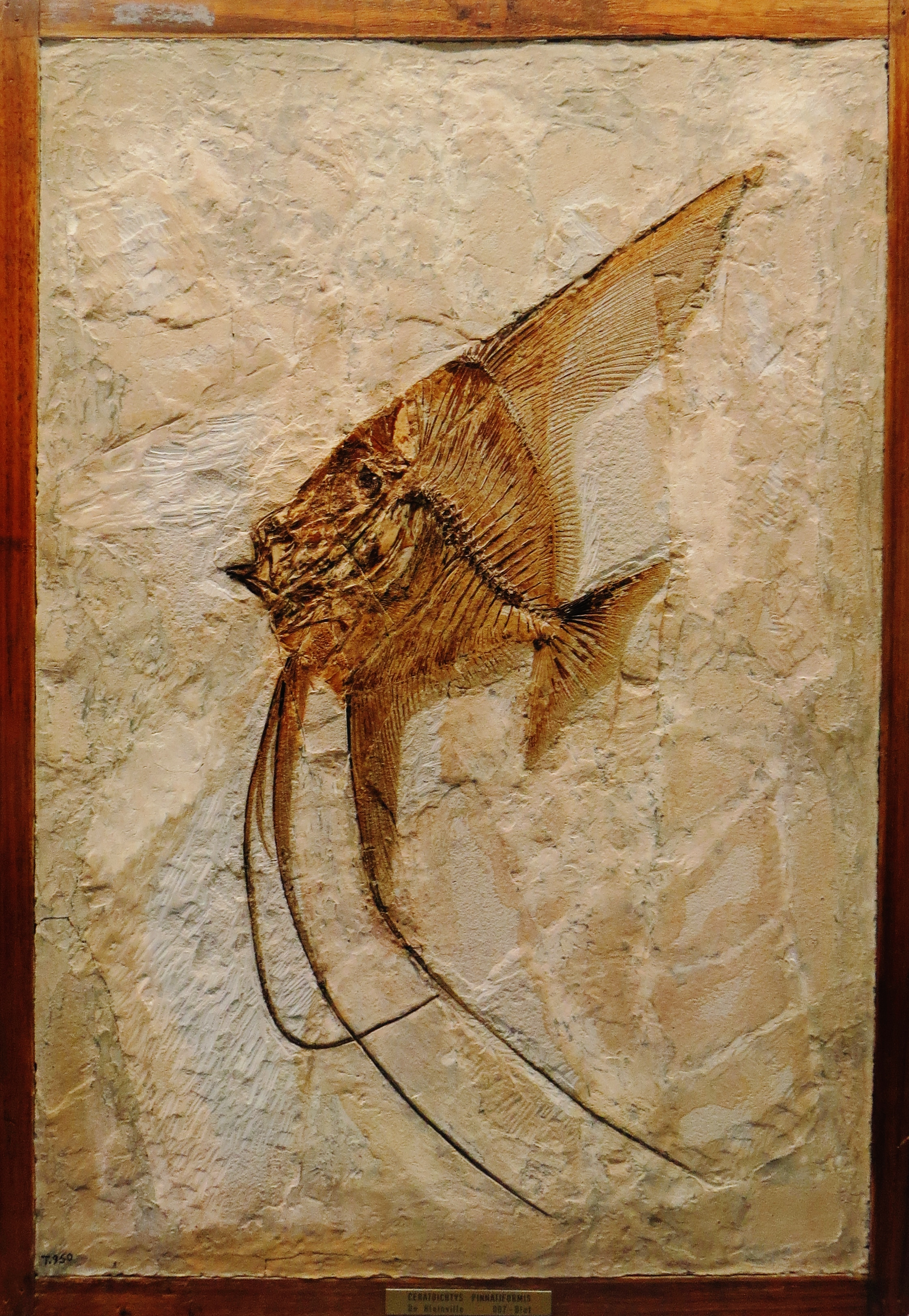
Fossile di Ceratoichthys pinnatiformis

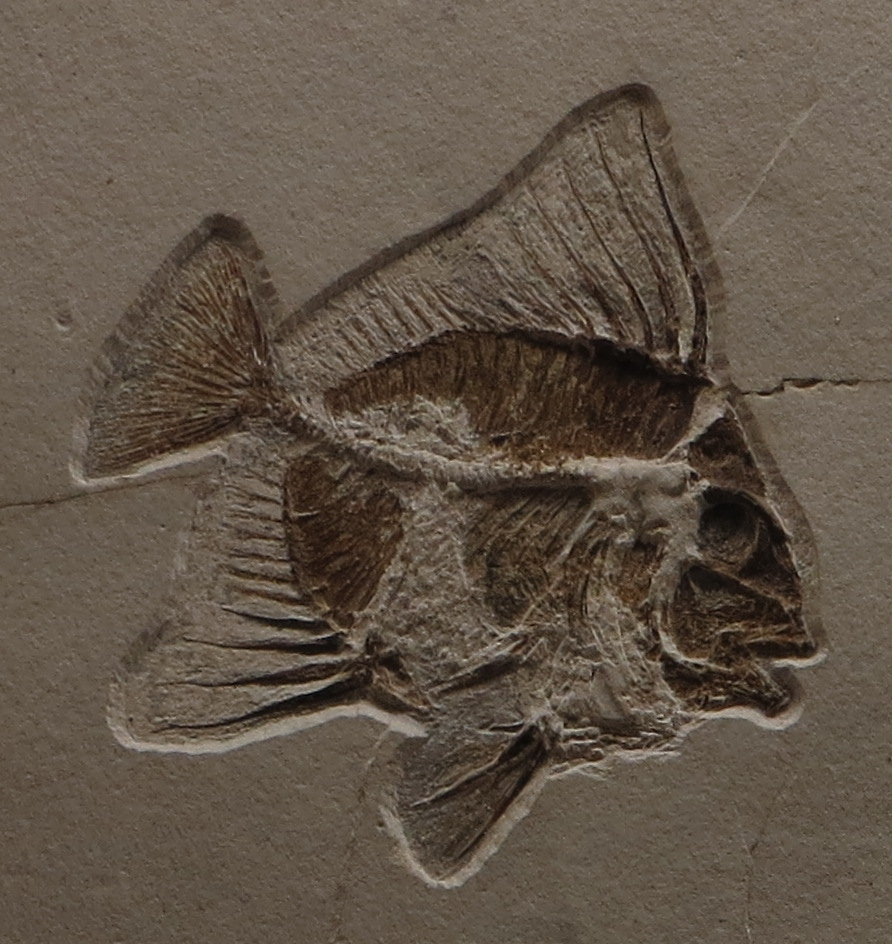
Fossile di Acanthonemus subaureus

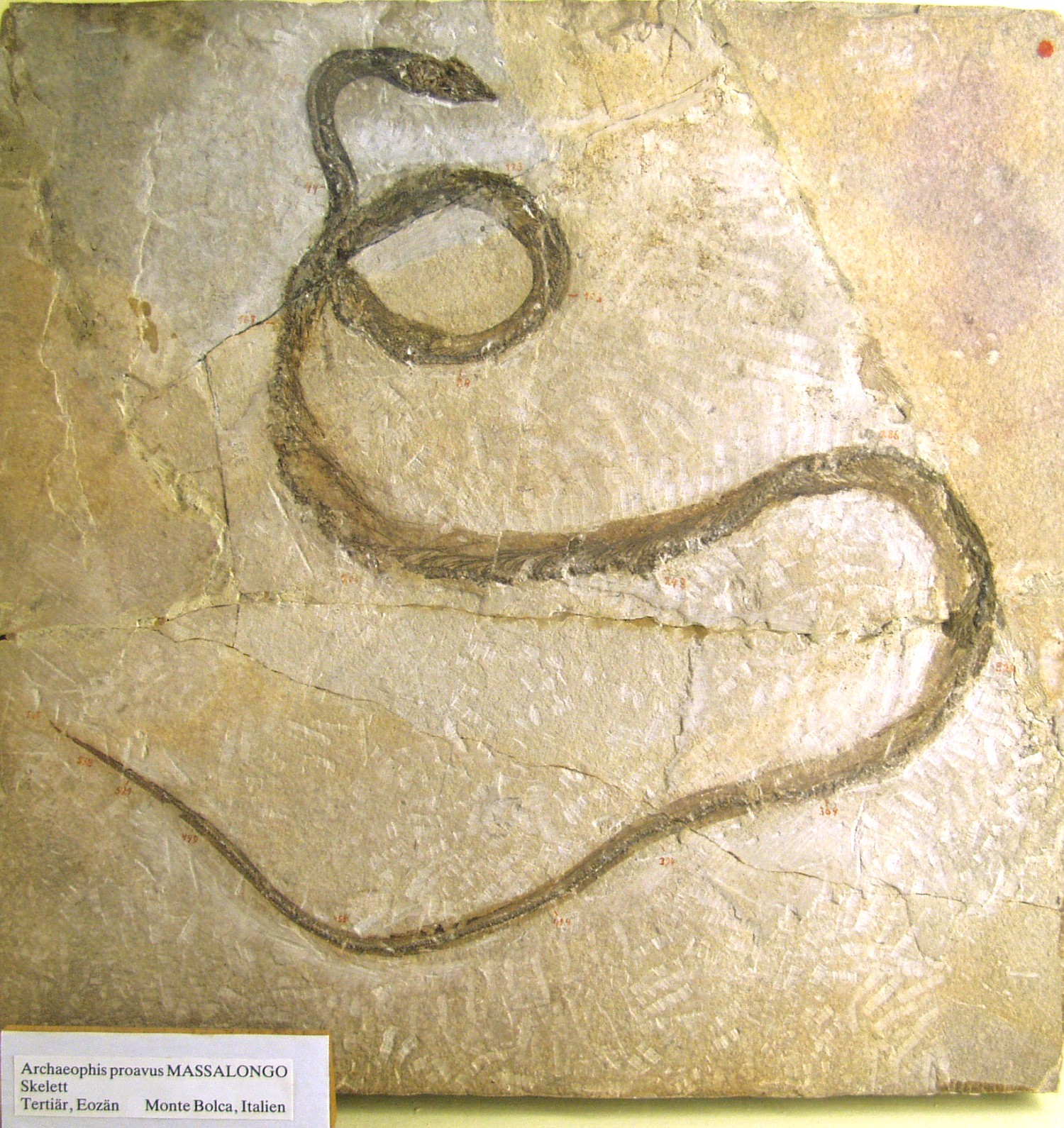
Fossile di Archaeophis proavus Massalongo, Museum für Naturkunde (Berlino).

### Attinotterigi

#### Perciformes
- Eolates gracilis, un Latidae
- Cyclopoma gigas, un Percichthyidae
- Acropoma lepidotum, un Acropomatidae
- Pristigenys substriatus, un Priacanthidae
- Eosphaeramia pygopterus, un Apogonidae
- Eoapogon fraseri, un Apogonidae
- Bolcapogon johnsoni, un Apogonidae
- Apogoniscus pauciradiatus, un Apogonidae
- Carangopsis brevis, un Pomatomidae
- Carangopsis dorsalis, un Pomatomidae
- Ductor vestenae, un Ductoridae
- Seriola prisca, un Carangidae
- Vomeropsis triurus, un Carangidae
- Ceratoichthys pinnatiformis, un Carangidae
- Eastmanalepes primaevus, un Carangidae
- Lichia veronensis, un Carangidae
- Paratrachinotus tenuiceps, un Carangidae
- Trachicaranx pleuronectiformis, un Carangidae
- Mene rhombea e Mene oblonga, i due pesci (Menidae), simboli del giacimento
- Eoleiognathus dorsalis, un Leiognathidae
- Exellia velifer, un pesce viino agli Ephippidae
- Ottaviania mariae, un Lutjanidae
- Veranichthys ventralis, un Lutjanidae
- Goujetia crassispina, un Lutjanidae
- Lessinia horrenda, un Lutjanidae
- Lessinia sp., un Lutjanidae
- Aspesiperca ruffoi, un possibile Gerreidae
- Sparnodus vulgaris, uno Sparidae
- Pseudosparnodus microstomus, uno Sparidae
- Ellaserrata monksi, uno Sparidae
- Abromasta microdon, uno Sparidae
- « Dentex microdon », uno Sparidae
- « Dentex ventralis », uno Sparidae
- Quasimullus sorbinii, un Quasimullidae
- Psettopsis subarcuatus, un Monodactylidae
- Latellopsis latellai, un Monodactylidae
- Archaephippus asper, un Ephippidae
- Eoplatax papilio, un Ephippidae vicino al genere attuale Platax
- ? Platax altissimus, un Ephippidae
- Eoscatophagus frontalis, uno Scatophagidae
- Palaeopomacentrus orphae, un Pomacentridae
- Lorenzichthys olihan, un Pomacentridae
- Sorbinichromis francescoi, un Pomacentridae
- Carangodes bicornis, un Carangodidae
- Eocottus veronensis, un Eocottidae
- Bassanichthys pesciaraensis, un Eocottidae
- Robertannia sorbiniorum, un Robertanniidae
- Hendrixella grandei, un Robertanniidae
- Veronabrax schizurus, un Percoidei incertae sedis
- Voltamulloides ceratorum, un Percoidei incertae sedis
- Parapelates quindecimalis, un Percoidei incertae sedis
- Jimtylerius temnopterus, un Percoidei incertae sedis
- Pavarottia lonardonii, un Percoidei incertae sedis
- Montepostalia annamariae, un Percoidei incertae sedis
- Blotichthys coleanus, un Percoidei incertae sedis
- Pygaeus bolcanus, un Percoidei incertae sedis
- Pygaeus nobilis, un Percoidei incertae sedis
- Pygaeus nuchalis, un Percoidei incertae sedis
- Malacopygaeus oblongus, un Percoidei incertae sedis
- Gillidia antiqua, un Percoidei incertae sedis
- Bradyurus szainochae, un Percoidei incertae sedis
- Frigoichthys margaritae, un Percoidei incertae sedis
- Frippia labroiformis, un Percoidei incertae sedis
- Squamibolcoides minciottii, un Percoidei incertae sedis
- Sphyraena bolcensis, un barracuda
- Tortonesia esilis, un Tortonesidae
- Eocoris bloti, un Labridae
- Phyllopharyngodon longipinnis, un Labridae
- Bellwoodilabrus landinii, un Labridae
- Labrobolcus giorgioi, un Labridae
- Zorzinilabrus furcatus, un Labridae
- Paralabrus rossiae, affine ai Labridae
- « Labrus valenciennesi », un Labroidei incertae sedis
- Sorbinia caudopunctata, un Labroidei incertae sedis
- Callipteryx recticaudus, un Callipterygidae
- Callipteryx speciosus, un Callipterygidae
- « Gobius microcephalus », un Gobioidei incertae sedis
- Eoantigonia veronensis, un Caproidae
- Sorbiniperca scheuchzeri, un Sorbinipercidae
- Sorbinicapros sorbiniorum, un Sorbinipercidae
- Zorzinichthys annae, un Zorzinichthyidae
- Acanthonemus subaureus, un Acanthonemidae
- Ruffoichthys spinosus, un Siganidae
- Ruffoichthys bannikovi, un Siganidae
- Aspesiganus margaritae, un Siganidae
- Acanthopygaeus agassizi, un Siganidae
- Proacanthurus tenuis, un Acanthuridae
- Proacanthurus bonatoi, un Acanthuridae
- Proacanthurus ovalis, un Acanthuridae
- Proacanthurus elongatus, un Acanthuridae
- Metacanthurus veronensis, un Acanthuridae
- Eorandallius rectifrons, un Acanthuridae
- Eorandallius elegans, un Acanthuridae
- Acanthuroides massalongoi, un Acanthuridae
- Lehmanichthys lessiniensis, un Acanthuridae
- Metaspisurus emmanueli, un Acanthuridae
- Pesciarichthys punctatus, un Acanthuridae
- Frigosorbinia baldwinae, un Acanthuridae
- Tylerichthys nuchalis, un Acanthuridae
- Tylerichthys milani, un Acanthuridae
- Protozebrasoma bloti, un Acanthuridae
- Sorbinithurus sorbinii, un Acanthuridae
- Tauichthys padremenini, un Acanthuridae
- Tauichthys aspesae, un Acanthuridae
- Gazolaichthys vestenanovae, un Acanthuridae
- Padovathurus gaudryi, un Acanthuridae
- Eozanclus brevirostris, uno Zanclidae simile all'attuale idolo moresco
- Massalongius gazolai, un Massalongiidae
- Veronaphleges brunae, un Euzaphlegidae
- Pseudauxides speciosus, uno Scombridae
- Auxides propterygius, uno Scombridae
- Godsilia lanceolata, uno Scombridae
- Thunnoscomberoides bolcensis, uno Scombridae
- Blochius longirostris, un pesce spada primitivo (Blochiidae)
- Blochius macropterus, un pesce spada primitivo (Blochiidae)
- Palaeorhynchus zorzini, simile a un pesce spada (Palaeorhynchidae)
- Zorzinia postalensis, un Centrolophidae
- Quasicichla mucistonaver, un Perciformes incertae sedis
- Parapygaeus polyacanthus, un Perciformes incertae sedis

#### Clupeiformes
Questi sono i pesci numericamente più numerosi nei giacimenti di Bolca, benché le specie siano poche:
- Bolcaichthys catopygopterus, un tipo di sardina (Clupeidae), il pesce più abbondante nel giacimento
- Trollichthys bolcensis, un tipo di aringa (Clupeidae)
- Eoalosa janvieri, un tipo di alosa (Clupeidae)
- Eoengraulis fasoloi, un tipo di acciuga (Engraulidae)

#### Syngnathiformes
Quest'ordine raggruppa i cavallucci marini, i pesci ago, i pesci trombetta e i loro predecessori:
- Ramphosus rastrum, un Rhamphosidae
- Ramphosus biserratus, un Rhamphosidae
- Urosphen dubius, un Urosphenidae
- Eoaulostomus bolcensis, un Aulostomidae
- Eoaulostomus gracilis, un Aulostomidae
- Synhypuralis jurgenseni, un Aulostomidae
- Synhypuralis banisteri, un Aulostomidae
- Jurgensenichthys elongatus, un Aulostomidae
- Macroaulostomus veronensis, un Aulostomidae
- Tyleria necopinnata, un Aulostomidae
- Parasynarcualis longirostris, il solo membro della famiglia Parasynarcualidae
- Fistularioides veronensis, un Fistularioididae
- Fistularioides phyllolepis, un Fistularioididae
- Pseudosyngnathus opisthopterus, un Fistularioididae
- Aulostomoides tyleri, un Aulostomoidea incertae sedis
- Aulorhamphus bolcensis, un Aulorhamphidae
- Aulorhamphus capellinii, un Aulorhamphidae
- Aulorhamphus chiarasorbiniae, un Aulorhamphidae
- Veronarhamphus canossae, un Aulorhamphidae
- Pesciarhamphus carnevalei, un Aulorhamphidae
- Paraeoliscus robinetae, un Paraeoliscidae
- Aeoliscoides longirostris, un Centriscidae vicino all'attuale Aeoliscus strigatus
- Paramphisile weileri, un Centriscidae vicino all'attuale Centriscus cristatus
- « Syngnathus heckeli », un Syngnathidae
- « Syngnathus bolcensis », un Syngnathidae
- Prosolenostomus lessinii », un Syngnathidae
- Solenorhynchus elegans, un ? Solenostomidae
- Calamostoma breviculum, un Syngnathoidei incertae sedis

#### Anguilliformes
- Anguilloides branchiostegalis, un Anguilloididae
- Veronanguilla ruffoi, un Anguilloididae
- Milananguilla lehmani, un Milananguillidae
- Eoanguilla leptoptera, un Anguillidae vicino al genere attuale Anguilla
- Paranguilla tigrina, un Anguilliformes della famiglia dei Paranguillidae
- Dalpiaziella brevicauda, un Anguilliformes della famiglia dei Paranguillidae
- Voltaconger latispinus, un Anguilliformes della famiglia dei Congridae
- Bolcyrus bajai, un Anguilliformes della famiglia dei Congridae
- Bolcyrus formosissimus, un Anguilliformes della famiglia dei Congridae
- Paracongroides heckeli, un Anguilliformes della famiglia dei Congridae
- Whitapodus breviculus, un Anguilliformes della famiglia dei Chlopsidae
- Proteomyrus ventralis, un Proteomyridae
- Goslinophis acuticaudus, un Ophichthidae
- Patavichthys bolcensis, un Patavichthyidae
- Bolcanguilla brachycephala, un Anguilliformes incertae sedis
- Gazolapodus homopterus, un Anguilliformes incertae sedis

#### Pycnodontiformes
- Pycnodus platessus, un Pycnodontidae
- Palaeobalistum orbiculatum, un Pycnodontidae
- Nursallia veronae, un Pycnodontidae
- Abdobalistum thyrsus, un Pycnodontidae

#### Crossognathiformes
- Platinx macropterus, un Pachyrhizodontidae

#### Osteoglossiformes
- Foreyichthys bolcensis, un Foreyichthyidae
- Thrissopterus catullii, un Arapaimidae
- Monopteros gigas, un Osteoglossiformes incertae sedis

#### Anotophysi
- Coelogaster leptostea, un Gonorynchiformes affine all'attuale Chanos chanos
- Chanoides macropoma, un Gonorynchiformes affine all'attuale Chanos chanos

#### Aulopiformes
- Holosteus esocinus, un Paralepididae

#### Lampridiformes / Lampriformes
- Velifer sp., un Veliferidae
- Veronavelifer sorbinii, un Veliferidae
- Bajaichthys, un Bajaichthyidae
- « Pegasus » volans, un Lampridiformes incertae sedis

#### Ophidiiformes
- « Ophidium » voltianum, un Ophidiidae

#### Lophiiformes
- Caruso brachysomus, un Lophiidae
- Sharfia mirabilis, un Lophiidae
- Histionotophorus bassanii, un Brachionichthyidae
- Orrichthys longimanus, un Brachionichthyidae
- Eophryne barbutii, un Antennariidae
- Neilpeartia ceratoi, un Antennariidae
- Tarkus squirei, un Ogcocephalidae

#### Atheriniformes
- ? Atherina macrocephala, un Atherinidae
- Rhamphognathus paralepoides, un Rhamphognathidae
- Latellagnathus teruzzii, un Mesogasteridae
- Mesogaster sphyraenoides, un Mesogasteridae

#### Beloniformes
- Rhamphexocoetus volans, un Exocoetidae
- « Engraulis » evolans, un Exocoetidae
- Hemiramphus edwardsi, un Hemiramphidae

#### Beryciformes
- Berybolcensis leptacanthus, un Holocentridae
- Eoholocentrum macrocephalum, un Holocentridae
- Tenuicentrum lanceolatum, un Holocentridae

#### Dactylopteriformes
- Pterygocephalus paradoxus, un Pterygocephalidae

#### Pleuronectiformes
- Amphistium paradoxum, un Amphistiidae, probabile parente delle sogliole
- Heteronectes chaneti, un Amphistiidae
- Eobothus minimus, un Pleuronectiformes incertae sedis, affine alle sogliole

#### Tetraodontiformes
- Protacanthodes ombonii, un Triacanthidae
- Protacanthodes nimesensis, un Triacanthidae
- Spinacanthus cuneiformis, un Protobalistidae affine ai Balistidae
- Protobalistum imperiale, un Protobalistidae affine ai Balistidae
- Bolcabalistes varii, un Bolcabalistidae
- Proaracana dubia, un Aracanidae
- Eolactoria sorbinii, un Ostraciidae
- Eoplectus bloti, un Eoplectidae
- Zignoichthys oblongus, un Zignoichthyidae
- Eotetraodon pygmaeus, un Tetraodontidae
- Eotetraodon tavernei, un Tetraodontidae
- Prodiodon tenuispinus, un Diodontidae
- Prodiodon erinaceus, un Diodontidae
- Heptadiodon echinus, un Diodontidae
- Zignodon fornasieroae, un Diodontidae

#### Acanthomorphaincertae sedis
- Pietschellus aenigmaticus
- Xiphopterus falcatus
- Oncolepis isseli
- Acronuroides eocaenicus, un pesce affine ai Perciformes
- Nickcaves pterygocephalus
- Protoaulopsis bolcensis
- ? Pasaichthys pleuronectiformis, un probabile Monodactylidae
- ? Serranus occipitalis, un Serranidae

### Condritti

#### Carcharhiniformes
- Eogaleus bolcensis, uno squalo Carcharhinidae
- Galeorhinus cuvieri, uno squalo Triakidae

#### Lamniformes
- Brachycarcharias lerichei, uno squalo Odontaspididae

#### Rhinopristiformes
- Pseudorhinobatos dezignoi, un Rhinobatidae
- Eorhinobatos primaevus, un Rhinobatidae

#### Torpediniformes
- Titanonarke molini, un Narcinidae
- Titanonarke megapterygia, un Narcinidae

#### Myliobatiformes
- Tethytrygon muricata, un Dasyatidae
- Lessiniabatis aenigmatica, un Dasyatoidea
- Promyliobatis gazolai, una razza appartenente ai Myliobatidae
- Arechia crassicaudata, una razza appartenente agli Urolophidae

#### Platyrhinidae
- Eoplatyrhina bolcensis, una razza appartenente ai Platyrhinidae

#### Zanobatidae
- Plesiozanobatus egertoni, una razza appartenente ai Zanobatidae

#### Chimaeriformes
- Ischyodus sp., un olocefalo appartenente ai Callorhynchidae

### Coccodrilli
- Crocodilus vicetinus

### Serpenti
- Anomalophis bolcensis
- Archaeophis proavus, della famiglia dei Palaeophiidae.

### Crostacei
- Justitia desmaresti, un'aragosta
- Lysiosquilla antiqua, una canocchia
- Pseudosquilla lessinea, una canocchia

### Insetti
- Halobates ruffoi
- Bolcathemis nervosa, una libellula
- Bolcacordulia paradoxa, una libellula
- Bolcathore colorata, uno Zygoptera

### Cnidari
- Simplicibrachia bolcensis, una medusa

### Molluschi
- Aturia ziczac, un nautiloide

## Famiglia Cerato e museo dei Fossili
La famiglia Cerato, di Bolca, da quasi duecento anni scava il giacimento della Pesciara, di sua proprietà e per i quali ha un diritto di sfruttamento dei reperti fossili, sia pure sotto la supervisione del Museo civico di storia naturale di Verona,  che è trapassato da cinque generazioni e che in virtù della sua età è stato riconosciuto e confermato dallo stato italiano, caso unico in Italia, ove la raccolta e il commercio dei reperti fossili nazionali è assimilata a quella dei reperti archeologici e quindi vietata ai privati, e privilegio delle sovraintendenze alle Belle arti.
Il nuovo Museo dei fossili di Bolca, gestito dai Cerato, è stato inaugurato il 28 luglio 1996. Si divide in tre sale: due al piano terra e una al piano superiore.